# Parakanchia
Parakanchia là một chi bướm đêm thuộc họ Erebidae.